# Offa di Benevento
Offa di Benevento (... – 1070) è stata una badessa italiana.

## Biografia
Visse come eremita presso la montagna di sant'Agata nei pressi di Capua. Poi venne nominata abbadessa del monastero benedettino di San Pietro ad Caballum, nei pressi di Benevento.
Il monastero femminile sorgeva lungo la via Appia, fondato da Teodorada, consorte di Romualdo I di Benevento, al di là del fiume Sabato.
Di santa Offa, hanno scritto il beato Cardinale Desiderio, san Pietro Damiano e Pietro Calzolario e Papa Vittore I.